# Aleksandar Dragović
Aleksandar Dragović (Bécs, 1991. március 6. –) osztrák labdarúgó, a szerb első osztályban szereplő Crvena zvezda és az osztrák válogatott hátvédje.

## Pályafutása

### Austria Wien
A szerb felmenőkkel rendelkező, Bécsben született Dragović gyerekkorában az osztrák nagycsapat, az Austria Wien kötelékébe került. A fővárosiaknál végigjárta a korosztályos csapatokat, majd 2008 tavaszán, mindössze 17 évesen debütált az osztrák másodosztályban szereplő tartalékcsapatában. Meggyőző teljesítménye okán 2008 nyarán bekerült az első csapat keretébe, július 13-án pedig az SV Kapfenberg ellen bemutatkozhatott az osztrák Bundesligában. Bár kezdetben vagy a cserepadon ülte végig a mérkőzéseket, vagy a második csapatnál szerepelt, az idény második felében sikerült beverekednie magát a kezdőcsapatba. Az ibolyákkal végül a harmadik helyen zárt, illetve bejutott velük az osztrák kupa döntőjébe. 
Az Admira Wacker Mödling elleni hosszabbításba torkoló, nyertes fináléban Dragović 30 percet kapott. A következő szezonban már az Austria alapemberének számított, a védelem tengelyében játszva segítette hozzá a csapatot egy bajnoki ezüstéremhez. Ezzel párhuzamosan az ibolyák érdekeltek voltak az Európa-ligában is, ám már a csoportkörben búcsúzni kényszerültek. Dragović ezután még egy fél évet töltött a bécsieknél, ezalatt megszerezte első és egyetlen osztrák bajnoki gólját – 2010 decemberében a Red Bull Salzburg hálójába talált be.

### FC Basel
A még mindig csak 19 éves tehetséget 2010 telén a svájci bajnok Basel igazolta le 1 millió euró ellenében.

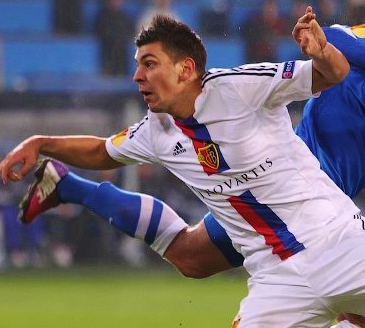
Dragović a Basel színeiben

A svájci Super League-ben 2011 februárjában, a St. Gallen ellen mutatkozott be. Innentől kezdve a Basel alapemberének számított és rögtön az első idényében hozzásegítette őket a bajnoki címhez. A következő idényben megvédték bajnoki címüket, Dragović pedig a Servette ellen megszerezte első svájci bajnoki gólját. A remek bajnoki szereplés mellett a Basel hatalmas meglepetésre továbbjutott a Bajnokok ligája csoportköréből – az utolsó játéknapon a Manchester Unitedot taszították az Európa Ligába. A nyolcaddöntő odavágóján kisebb szenzációt okozva 1-0-ra legyőzték a Bayern Münchent, ám a bajorok a visszavágón 7-0-val gázolták el őket. Dragović az összes mérkőzést végigjátszotta.
A szezon végén megnyerték a svájci kupát is – a döntőben büntetőkkel múlták felül a Luzern együttesét. A következő idényben a Kolozsvár meglepetésre elütötte őket a BL-csoportkörtől, ám az Európa ligában gyenge kezdés után (vereség a Videotontól!) egészen az elődöntőig jutottak, ahol a későbbi győztes Chelsea állta útjukat. Dragović a Tottenham elleni negyeddöntőn gólt szerzett. Az idényt ismét svájci bajnoki címmel zárták, márciusban Dragović kedvenc ellenfele, a Servette ellen duplázott – mind gólok, mind sárgalapok tekintetében. A svájci kupában ismét döntőt játszottak, ám ezúttal a büntetők az ellenfél Grasshoppernek kedveztek.

### Dinamo Kijev
A 22 éves Dragović 2013 nyarán már 7 millió eurót ért, ezzel az osztrák futball egyik legkomolyabb ígéretének számított. Érdekes módon mégsem egy európai topcsapatban, hanem az ukrán Dinamo Kijevben folytatta pályafutását, akik 9 millió eurót fizettek érte a Baselnek.

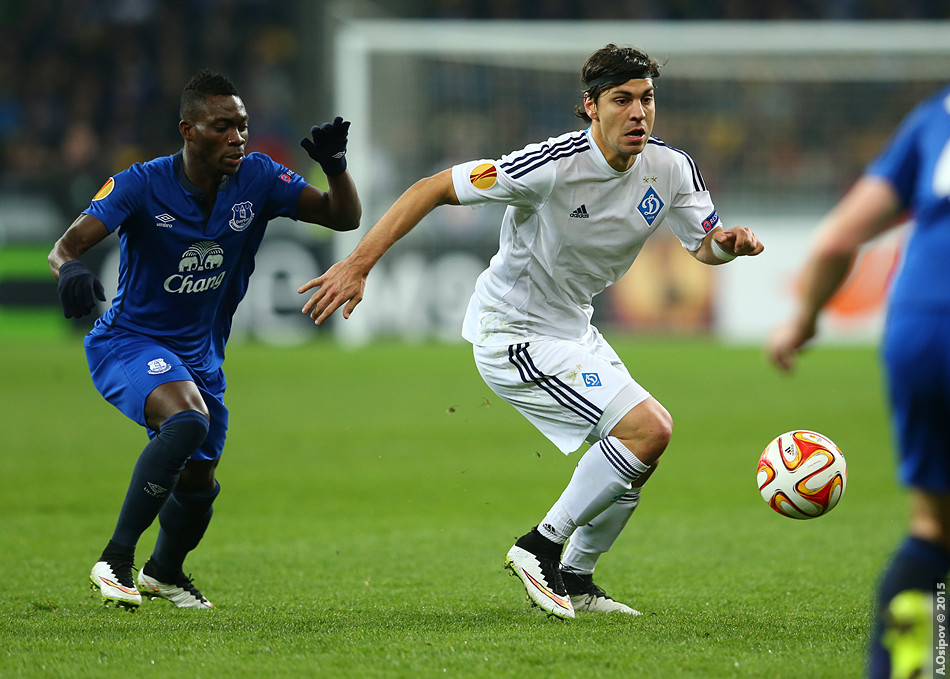
Dragović (2015)

Az ukrán bajnokságban 2013 augusztusában, a Csornomorec Odesza ellen debütált, és már a kezdetektől a klub alapemberének számított. Az Európa ligában új csapatával túljutott a csoportkörön, ám a legjobb 32 között a későbbi elődöntős Valencia búcsúztatta őket. A bajnokságban végül a negyedik helyen zártak, az ukrán kupát pedig megnyerték. A döntőben a nagy rivális Sahtar Donecket múlták felül 2-1 arányban. Nem sokkal később a szuperkupa döntőt elvesztették, az ellenfél itt is a Sahtar volt. A következő idényben csapatával meglepő fölénnyel, veretlenül lettek ukrán bajnokok, majd ismét megnyerték az ukrán kupát. A Sahtar elleni, büntetőrúgással végződő fináléban Dragović értékesítette saját tizenegyesét. A remek nemzeti szereplés mellett a Kijev nemzetközi szinten is jól teljesített, az Európa ligában ezúttal a negyeddöntőig jutottak. A 2015-16-os bajnoki szezont ismét magabiztos fölénnyel nyerték, igaz Dragović az utolsó öt fordulót egy bokasérülés miatt ki kellett hagyja. Előző évi bajnoki címének köszönhetően a Kijev ezúttal a Bajnokok-ligájában szerepelhetett, ahol a Porto-t kiütve sikerült továbbjutniuk a csoportból. A nyolcaddöntőben azonban a Manchester City búcsúztatta őket. Az ukrán kupában ezúttal nem sikerült döntőzniük, de zsinórban a harmadik szuperkupa-döntőjükön végre diadalmaskodtak – ki más, mint a Sahtar Doneck ellen.

### Bayer Leverkusen
A 25 éves Dragović 2016 nyarán pályafutása azon szakaszába ért, amikor fejlődése érdekében muszáj volt egy európai topligába szerződnie. Elsősorban a német első osztályban szereplő, Bajnokok-ligája-érdekelt Bayer Leverkusen érdeklődött iránta, akik szinte az egész nyáron át tartó, az átigazolási díj összegéről szóló egyezkedés után, augusztus végén szerződtették. A 18 milliós transzferdíjjal aktuálisan ő lett a valaha volt legdrágábban leigazolt osztrák játékos.

### Leicester City
2017. augusztus 31-én a Leicester City vette kölcsön egy évre.

### Crvena zvezda
2021. május 26-án három évre szóló szerződést írt alá a szerb Crvena zvezda csapatával.

### A válogatottban
A fiatal Dragović egyaránt szerepelt hazája U17-es és U19-es válogatottaiban, ám egy rangos tornára sem sikerült velük kijutnia.
A felnőtt válogatottban Dietmar Constantini edzősége alatt mutatkozott be 2009 júniusában, egy Szerbia elleni világbajnoki selejtezőn. Bár ekkor még mindössze 18 éves volt, a mérkőzést végigjátszotta, sőt, ezután közel egy évig a válogatott alapemberének számított. 2011 és 2013 között átmenetileg kikerült a stabil kezdők közül, ám azóta szinte az osztrákok összes mérkőzésén szerephez jut. 2014 novemberében megszerezte első válogatott gólját – nem kisebb ellenfél, mint Brazília ellen volt eredményes büntetőből.
Dragović tagja volt a 2016-os franciaországi Eb-re utazó osztrák keretnek. Itt a titkos esélyesnek elkönyvelt csapat meglepetésre csoportja utolsó helyén végzett. Dragović-ot Magyarország ellen két sárga lappal kiállították, Izland ellen pedig kihagyott egy büntetőt.

### Válogatott góljai
| #  | Időpont            | Helyszín                             | Ellenfél | Gólok | Eredmény | Kiírás              |
| -- | ------------------ | ------------------------------------ | -------- | ----- | -------- | ------------------- |
| 1. | 2014. november 18. | Ernst Happel Stadion, Bécs, Ausztria | Brazília | 1 – 1 | 1-2      | Barátságos mérkőzés |

## Sikerek
Austria Wien
- Osztrák kupagyőztes: 2009

FC Basel
- Svájci bajnok: 2010-11, 2011-12, 2012-13
- Svájci kupagyőztes: 2012

Dinamo Kijev
- Ukrán bajnok: 2014-15, 2015-16
- Ukrán kupagyőztes: 2014, 2015
- Ukrán szuperkupagyőztes: 2016